# Sporran

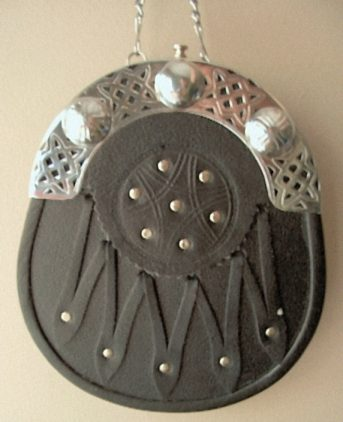
Un sporran de piele neagră.

Sporran-ul, cuvânt în limba scoțiană semnificând sacoșă, este un element al costumului tradițional masculin din Scoția. Sporranul suplinește absența buzunarelor de la kilt. El provine de la pungile purtate la centură în Europa medievală.